# Климент Скопски
Климент или Климентий (на гръцки: Κλήμης) е православен духовник, скопски митрополит на Охридската архиепископия в средата на XVI век.

## Биография
Когато в 1550 година скопският митрополит Никифор подава оставка на негово място е избран Климент, игумен на светогорския манастир Ксенофонт. Издаден му е сигилий на гръцки, в който се казва, че титлата му е митрополит на Скопие, Враня и Жеглигово и всички, които не му се покоряват се предават на анатема. Вероятно в 1557 година при обновяването на Печката патриаршия, в чийто състав влиза Скопската епархия, Климент напуска катедрата в Скопие.
Предполага се, че почива като монах в Зографския манастир.